# 酒井健治
酒井 健治（さかい けんじ、1968年8月2日 - ）は、テレビ大阪の社員で事業部プロデューサー。で、同局および福岡放送の元アナウンサー。

## 人物・略歴
大阪府寝屋川市出身。関西大学卒業後の1991年に、アナウンサーとして福岡放送に入社。主にスポーツアナウンサーとして活動していた。
1997年に地元局のテレビ大阪へ移籍。移籍後は、ニュースからスポーツ中継まで幅広くこなしていた。また、毎年7月24・25日に大阪市内で開催される天神祭の陸渡御（りくとぎょ）へ参加したことをきっかけに、大阪天満宮から天神祭のボランティアガイド「天満天神御伽衆（てんまてんじんおとぎしゅう）」の1人に任命。2012年までは、25日の本宮に同局で放送する天神祭の生中継で、解説役として同祭にまつわる豊富な知識を披露していた。
2013年4月1日付で、アナウンスルームから事業部へ異動。この異動を機に、アナウンサー職を退いた。異動後は、事業部のプロデューサーとして、テレビ大阪が主催するイベント（大阪モーターショーなど）に携わっている。

## アナウンサー時代の担当番組

### テレビ大阪
- ニュースBIZ （メインキャスター）
- スポーツ中継（『ナマ虎スタジアム』、テレビ大阪が制作に協力している『J SPORTS STADIUM』のオリックス・バファローズ主催試合中継、プロゴルフなど）
- Qっと!サイエンス
- 天神祭船渡御生中継（移籍当初はリポーター、後年は進行兼解説役を担当）
- NEWSα

### 福岡放送
- 劇空間プロ野球
- Jump Up ホークス（福岡放送）